# Клаудіо Ермеллі
Клаудіо Ермеллі (італ. Claudio Ermelli; 24 липня 1892 — 29 жовтня 1964) — італійський кіноактор. З 1915 по 1962 рік він знявся більш ніж у ста фільмах. На міжнародному рівні він найбільше відомий своєю роллю Джованні, господаря Грегорі Пека у фільмі «Римські канікули» (1953).

## Вибрана фільмографія
- 1952 — Шинель
- 1953 — Римські канікули
- 1959 — Це розпочалося в Неаполі